# Chuyển mạch ảo

Minh hoạ cách truyền thông tin của kỹ thuật nối-chuyển gói mạch ảo

Chuyển mạch ảo (tiếng Anh:virtual circuit switching), tên đầy đủ là chuyển mạch gói ảo (virtual circuit packet switching), gọi tắt là mạch ảo (virtual circuit), là một kỹ thuật nối-chuyển dùng trong các mạng nhằm tận dụng ưu điểm của hai kỹ thuật nối-chuyển gói và kỹ thuật nối-chuyển mạch. Do đó, nhiều nơi còn xem đây là kỹ thuật lai.
Tương tự như kỹ thuật nối-chuyển gói, phương thức này cũng cắt thông tin ra làm nhiều gói (hay khung) nhưng khác ở chỗ là các gói này sẽ được vận chuyển trên cùng một tuyến. Tuyến này được tìm ra xác định bởi lúc khởi động. Tránh được việc lựa chọn đường truyền mới (định tuyến) cho mỗi gói khi di chuyển như trong trường hợp chuyển gói.

## Phương thức hoạt động
Khi khởi động thì một thuật toán đặc biệt sẽ giúp các nút xếp đặt một đường nối xác định giữa các nút trung chuyển để có thể chuyển dữ liệu từ máy nguồn tới máy đích gọi là một mạch ảo được mở ra và đường nối này được ghi nhớ để sau này các gói sẽ được chuyển theo cùng con đường đó.
Mỗi nút trung chuyển (hay thiết bị định tuyến) phải nhớ nơi nào để khi nhận các gói của một mạch ảo đang mở về thì chuyển các gói đó đi cho đúng.
Nói rõ hơn, mỗi thiết bị định tuyến (router) sẽ giữ bảng ghi nhớ đường ra (hay nút ra) cho mỗi mạch ảo đã được mở.
Để làm được như vậy, trên mỗi gói của một mạch ảo sẽ có chứa thêm thông tin (hay chỉ số) để xác định mạch ảo đó và gọi là số mạch ảo (virtual circuit number) trong phần đầu của nó. Do đó, mỗi khi một gói được thiết bị định tuyến nhận về thì thiết bị đó sẽ biết được chính xác đường chuyển nào nó tới và dường chuyển nào (hay số mạch ảo nào) để chuyển đi.
Như trên, các nút sẽ không dành riêng cho một cuộc chuyển tải mà có thể dùng để chuyển tải các gói ở các mạch ảo khác.

## Đặc điểm
- Vì tất cả các gói đều được chuyển trên cùng một tuyến (mạch ảo) xác định duy nhất nên trong các gói không cần chứa địa chỉ đích thay vào đó là một số mạch ảo. Và cũng do việc di chuyển trên cùng một tuyến nên các gói sẽ đến đích theo đúng thứ tự như khi gởi (khác với kỹ thuật nối-chuyển gói) và hầu như không tạo lỗi. Do đó, việc vận chuyển có thể nhanh hơn bởi các lợi thế này.
- Vì không có một đường chuyển thực chiếm chỗ nên kỹ thuật này không chiếm lấy tài nguyên như trong kỹ thuật nối-chuyển mạch.
- Một khó khăn cần được giải quyết trong kỹ thuật này là trong trường hợp khi có hai máy cùng khởi động việc xếp đặt hai mạch ảo ngược chiều nhau. Trong trường hợp này thì thuật toán sẽ lựa chon mạch ảo nào có số mạch ảo nhỏ nhất.
- Một điểm yếu nữa là nếu như trên đường chuyển của một mạch ảo có sự cố xảy ra (như là thiết bị định hướng trung chuyển bị hư chẳng hạn) thì coi như việc vận chuyển hoàn toàn bị huỷ.

## Các ví dụ của kỹ thuật nối-chuyển gói mạch ảo
- X.25:Đây là một bộ các giao thức phát triển bởi CCITT/ITU để dùng trong việc nối liên mạng dùng trong WAN. Giao thức này dùng để đối phó với việc không bền vững khi vận chuyển dữ liệu qua mạch điện thoại bằng cách nâng cao khả năng kiểm và sửa lỗi. Vận tốc vào khoảng 64Kbps.
- Frame relay hay chuyển tiếp khung:Trong kỹ thuật này thì cả hai thiết bị ở hai đầu nối đều tiến hành kiểm lỗi. Chuyển tiếp khung dùng các gói (hay khung) có độ dài khác nhau và hoạt động ở tầng liên kết dữ liệu (data link layer) trong mẫu OSI. Vận tốc 56Kbps trong các mạch điện thoại, hay T-1 (1.544 Mbps) và T-3 (45 Mbps). Kỹ thuật này sẽ không dùng tới việc sửa lỗi

- ATM hay là mốt vận chuyển không đồng bộ (từ chữ Asynchronous Transfer Mod) Thường được dùng để vận chuyển các loại thông tin đa dạng như là âm thanh, hình ảnh và dữ liệu. Các gói dữ liệu có cỡ bằng nhau cố định là 53 byte gọi là cell. Mỗi cell có 5 byte cho phần đầu và 48 byte cho phần dữ liệu. Kỹ thuật này dùng thiết bị phần cứng để tiến hành các động thái nối-chuyển. Đặc điểm của ATM là dùng kỹ thuật băng thông cao, thời gian ngưng thấp (low-delay) và nén kênh (multiplexing). Vận tốc từ 155Mbps dến 622 Mbps.
Lưu ý: chữ ATM còn để chỉ các máy chuyển tiền (Automated Teller Machine), đây là một thiết bị điện tử thường phục vụ cho các Ngân hàng.
- MPLS hay chuyển nhãn đa giao thức (từ chữ Multi-protocol label switching) dùng để vận chuyển các gói IP qua các mạng dùng phương pháp chuyển gói mạch ảo. Mỗi gói đều mang trong phần đầu của nó các bộ phận dùng để chứa số mạch ảo đi kèm nối sau đó với gói IP gọi là các nhãn.
 Kỹ thuật này dùng để nâng cao khả năng của giao thức IP. Trước khi thâm nhập vào mạng kiểu MPLS thì các gói IP sẽ được các thiết bị định tuyến ở biên (của mạng MPLS) gắn thêm các nhãn để vận dụng kỹ thuật nối-chuyển mạch ảo và trước khi rời khỏi mạng các nhãn này sẽ bị cắt bỏ trả lại dạng nguyên thủy của các gói IP bởi các thiết bị định tuyến ở vùng biên. Phương pháp này dùng để vận chuyển dữ liệu nhanh cần băng thông lớn (như là âm thanh, phim ảnh,...) và nó có thể hoạt động trong trường hợp có nhiều sự chuyển vận dữ liệu trong cùng một mạng.